# 헌법학
헌법학(憲法學, 영어: constitutional theory)은 헌법에 대한 제 사항을 연구하는 학문이다. 넓게는 헌법해석학과 헌법철학, 헌법사, 헌법정책학 등의 여러 분야를 포괄하지만, 좁게는 헌법해석학만을 가리키는 경우가 많다.

## 분류

### 고바야시 나오키
일본 도쿄 대학의 헌법학자 고바야시 나오키는 헌법학을 다음과 같이 분류했다. 대한민국에서도 종종 그의 분류가 통용되기도 한다.
- 이론헌법학
  - 일반헌법학, 헌법원리론
  - 헌법사 및 헌법학설사, 헌법사상사
  - 비교헌법학(비교헌법사를 포함)
  - 헌법사회학(헌법의 정치학·사회학·심리학적 연구)
- 실용헌법학
  - 헌법해석학
  - 헌법정책학(실천적 헌법론을 포함)

대한민국의 헌법학자 권영성은 고바야시 나오키와 비슷한 분류를 제시하였다
- 이론헌법학
  - 헌법철학·헌법원리론
  - 헌법사·헌법학설사·헌법사상사
  - 일반헌법학·개별헌법학(국가별)
  - 비교헌법학
  - 헌법사회학
- 실용헌법학
  - 헌법해석학
  - 헌법정책학

### 김철수
대한민국의 헌법학자 김철수는 헌법학을 크게 헌법철학과 헌법과학으로 구분하였다.
- 헌법철학
  - 헌법철학사·학설사·사상사
  - 헌법존재론·헌법가치론
  - 헌법학방법론·헌법원리론
- 헌법과학
  - 대상
    - 일반헌법학
    - 비교헌법학
    - 특수헌법학

  - 방법
    - 헌법사학
    - 헌법이론학
      - 헌법해석학
      - 헌법사회학

    - 헌법정책학

## 같이 보기
- 헌법총론
- 기본권론
- 통치구조론